# Astoria (csomópont)
Az Astoria egy fontos kereszteződés nem hivatalos neve Budapest Belvárosának keleti határán, a Kossuth Lajos utca, a Kiskörút és a Rákóczi út találkozásánál. A köznyelv a kereszteződést az itt található Astoria Szállóról nevezi így. Az M2-es metró ittlévő állomását már a kereszteződésről nevezték el.

## Fekvése

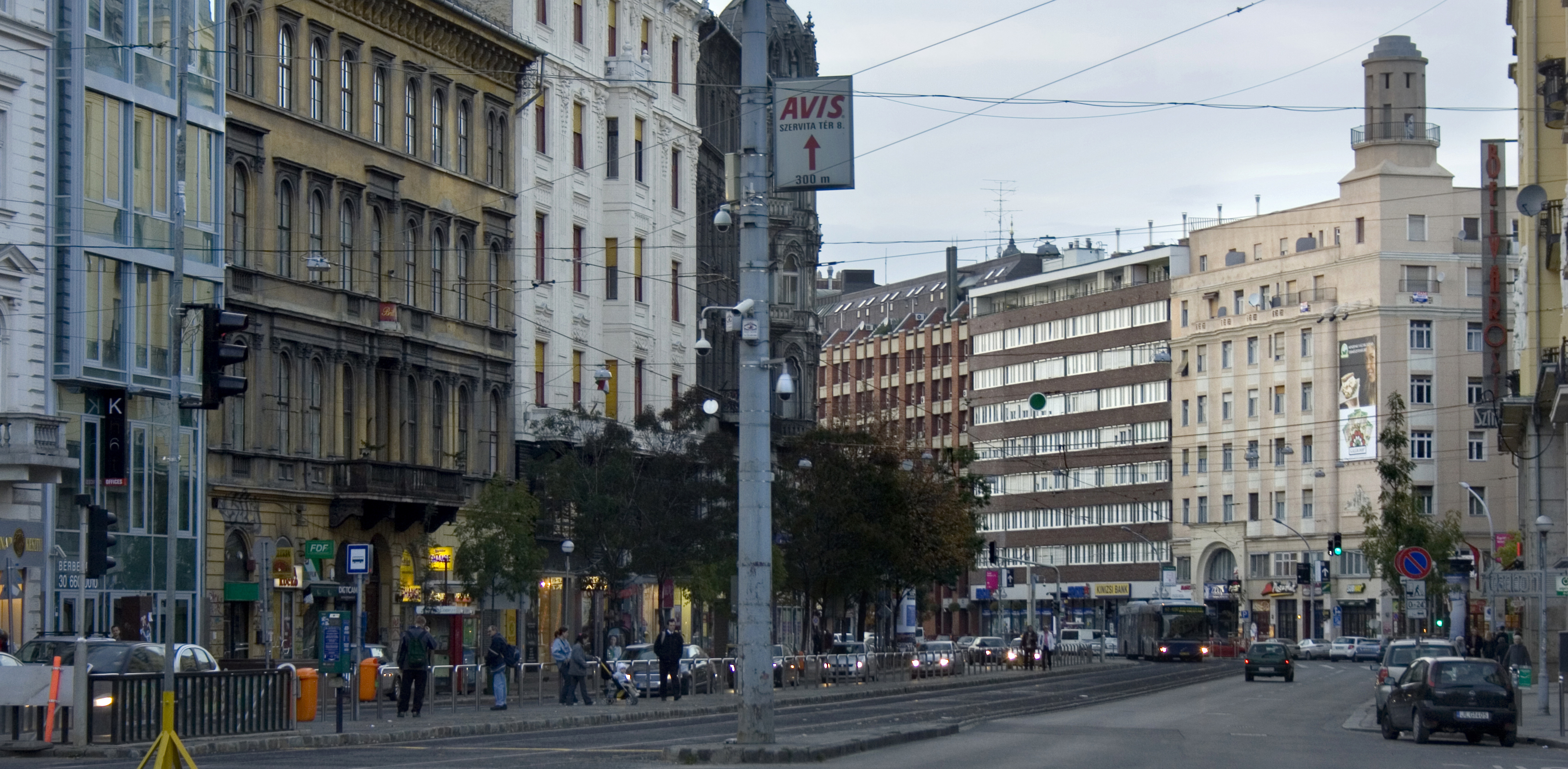
A Károly körút az Astoria felől

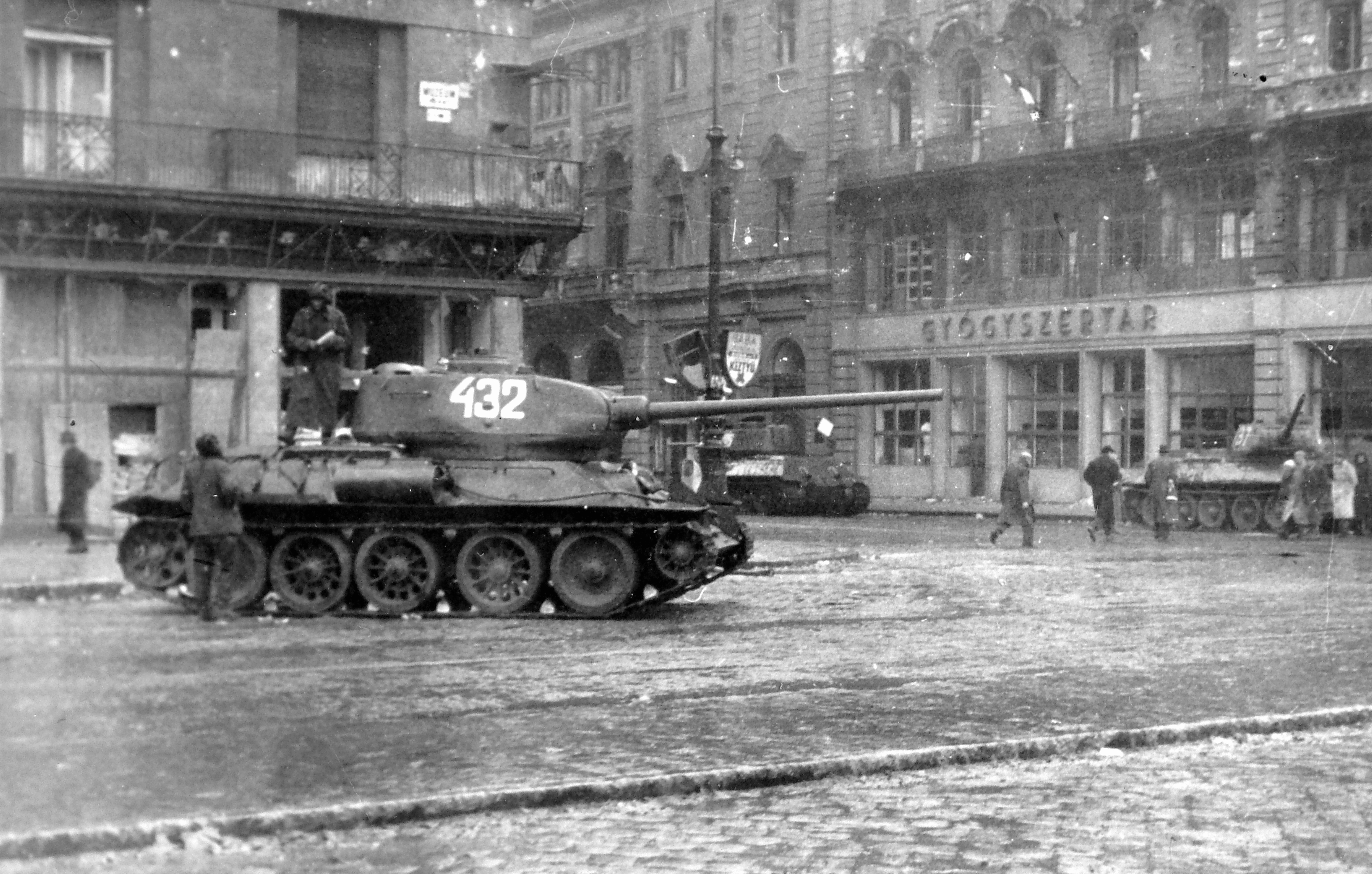
Astoria kereszteződés, szemben a Kossuth Lajos utca a Múzeum körút felől nézve, 1956-ban

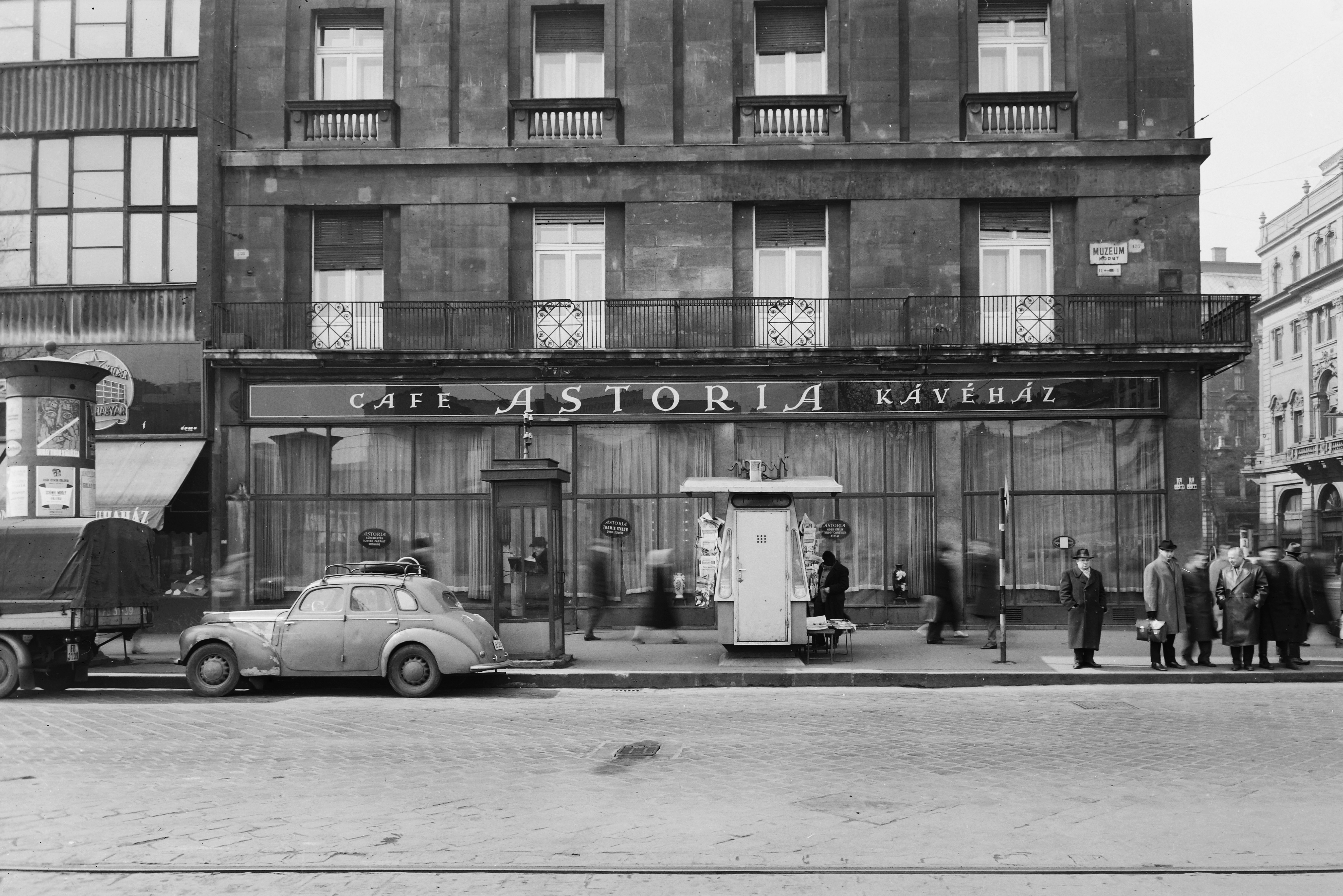
Múzeum körút, Astoria szálló alja 1962-ben, még az aluljáró megépítése előtt. A gyalogosok a sarkon a felszínen várakoznak a zöld lámpa jelzésére

Budapest V., VII. és VIII. kerületének határán található.

## Története

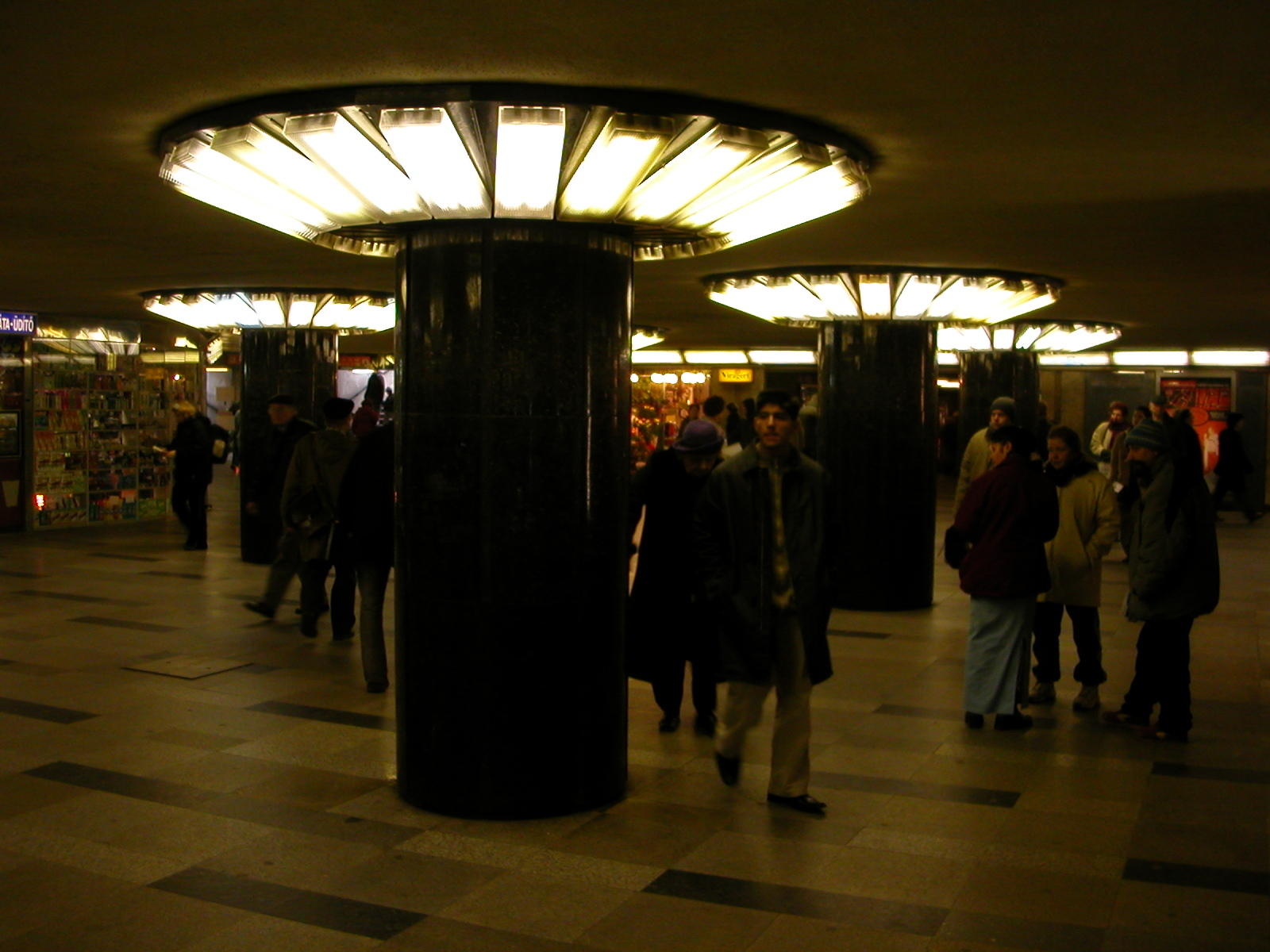
Az aluljáró

A pesti városfal ezen szakaszán nyílt a 15. századtól a Hatvani kapu (egyes forrásokban: Egri kapu), amely keleti irányban biztosította a Belváros forgalmát. A város növekedése folytán a várfalak itt is akadállyá váltak és 1808-ban a kaput lebontották. A Kossuth Lajos u. 20. sz. házon Berán Lajos 20. századi emléktáblája emlékeztet erre. Az Astoria Szálló 1914-ben nyílt meg, és a többi sarkon is városképi jelentőségű épületek álltak, illetve állnak.
A 20. század elejétől a Rákóczi út – Kossuth Lajos utca nagy forgalmú kereskedelmi útvonallá vált (a rendszerváltás óta, az autós bevásárlás iránti igény növekedésével az útvonalnak ez a szerepe kissé háttérbe szorult).

### 1956-ban
Az 1956-os forradalom és szabadságharc idején is szerephez jutott a helyszín. 1956. október 25-én reggel az Astoria Szállónál szemtanúk szerint nagy tömeg gyűlt össze, amely egy egész szovjet tankoszlopot tartóztatott fel. Ez volt az október 23-a óta eltelt napok egyik olyan eseménye, amikor tömegek gondolták: győzött a forradalom.
A tüntetésre azután került sor – egyes források szerint egyetemisták kezdeményezésére –, hogy az ekkor még az eseményeket ellenforradalomnak bélyegző hatalom kezében lévő Kossuth Rádió reggel 6 óra 23 perckor azt mondta be, hogy a  Minisztertanács „parancsára (…) október 25-ére virradó éjszaka az ellenforradalmi puccskísérletet felszámolták”, „az ellenforradalmi erőket” szétverték, és csak „itt-ott működnek még kisebb fegyveres csoportok és helyenként elszigetelt orvlövők”. Egyben arra utasította a lakosságot, hogy mindenki folytassa a munkát.
Az első nagyobb tüntetőcsoport a Blaha Lujza térről érkezett az Astoriához, ahol előzőleg Gerő Ernő leváltását, a szovjet csapatok kivonulását és egy nemzeti kormány felállítását követelték.
Egy tanú elbeszélése szerint, amelyet Nádas Péter idéz, a kivezényelt harckocsioszlop parancsnoka beszélgetésbe elegyedett a tüntetőkkel, akik megkérdezték, miért jöttek a szovjet tankok. A tiszt azt mondta, hogy a fasiszta banditáktól kell felszabadítania a várost, de meggyőzték, hogy olyanok nincsenek a tömegben. Az emberek felmásztak a tankokra, és az oroszokat ünnepelve magyar zászlókat tűztek rájuk. Hamarosan a tüntetők meglátták, hogy a Rákóczi úton egy másik tankoszlop közeledik az Astoria felé és hogy ezeken a tankokon is magyar zászlók lobognak. Az emberek ezt mondták egymásnak: „Győzött a forradalom! Menjünk a Parlamenthez!” – írja Nádas Péter.
Más emlékezések nem tankoszlopokról, hanem csak néhány harckocsiról tesznek említést, amelyek először a Kálvin tér, majd a Szentkirályi utca felől érkeztek az Astoriához.
Nem sokkal ezután azonban az Országház előtt véres sortüzek oltották ki sokak életét. A Parlamenthez az Astoriától és a beletorkolló Kossuth Lajos utcából érkezett a tömeg, de útközben csatlakoztak hozzá a peremkerületekből érkező munkások, akik nem tudtak eljutni munkahelyükre, mert a tömegközlekedés csak részben működött. Az Astoriánál megállított tankok is követték a tömeget a Parlamenthez.
Lipták Béla György, az amerikai Magyar Lobby szervezője, akkor a MEFESZ egyik vezetője, az események szemtanúja volt az Astoriánál. Emlékezéseiben a következőket írta: „Az Astoria előtt egy orosz tank állt, amit nagy tömeg vett körül. A tank parancsnoka kiszállt és beszélgetett az emberekkel. Valószínűleg régen az országban állomásozott, mert törve ugyan, de beszélt magyarul. »Szovjet nép, magyar nép, barátok« – mondta. Valaki egy rózsát tett az ágyúja csövébe, a tank antennáján pedig magyar zászló volt. Ez a tank egyike lehetett azoknak, amelyek később a Kossuth téren, amikor az ávósok a Földművelésügyi Minisztérium tetejéről tüzet nyitottak a fegyvertelen tömegre, visszalőtt az ávósokra. A forradalom leverése után rettenetes megtorlásban részesültek azok az orosz katonák, akik a magyarok mellé álltak”.
Az Astoria nem maradt végig békés a forradalom heteiben. A főváros más csomópontjaihoz hasonlóan itt is súlyos harcok folytak. Ezekben jelentős károkat szenvedett többek közt az Astoria Szálló épülete is.

### Az 1960-as évektől
1963-ban kormányhatározat született a kelet–nyugati metró építéséről, ehhez kapcsolódva még ebben az évben megépítették a Belváros első aluljáróját az Astorián, amely a metró kijáratának is helyet ad.
1973. március 15-én a rendőrség nagy erőkkel szorította be az aluljáróba az ünneplőket, főleg egyetemista fiatalokat.

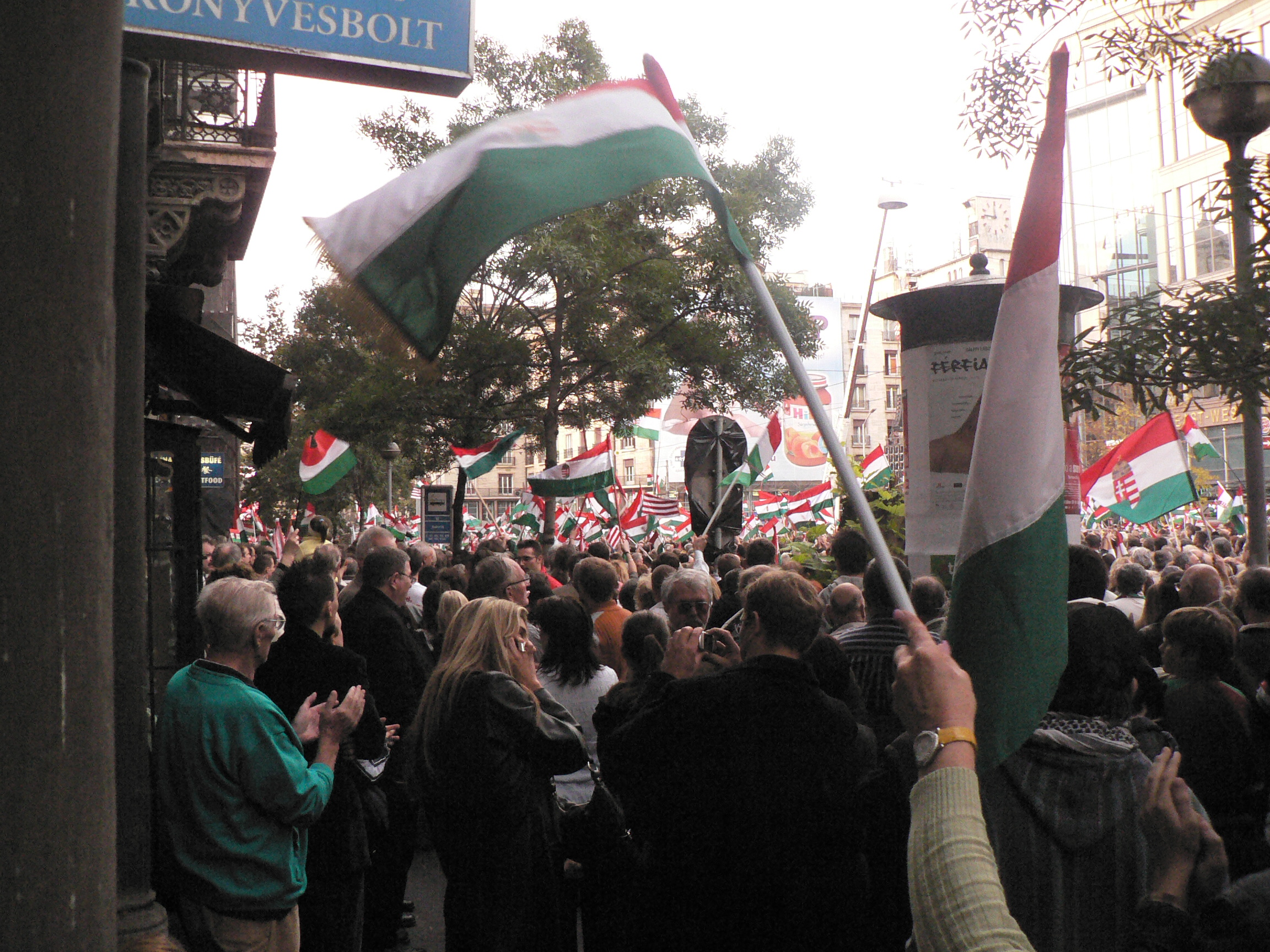
Nagygyűlés az Astoriánál – 2006. október 23.

2006. október 23-án az Astoriánál tartotta nagygyűlését a Fidesz – Magyar Polgári Párt, amelyről távozókat azonosító jelet nem viselő „rendőrök” összevertek.

## Jelentős épületek
- Északkeleti sarok (Károly körút–Rákóczi út)
  - Georgia-bérpalota, tervezte Barát Béla és Novák Ede (1935)
  - MTA-lakóház (tervezte Hültl Dezső, 1939), melynek homlokzatterve igazodik a négy évvel korábban átadott Georgia-palotáéhoz; helyén korábban a Vigyázó-ház állt (tervezte Kasselik Ferenc, 1837)
- Délkeleti sarok (Rákóczi út–Múzeum körút)
  - Kelet–Nyugat Kereskedelmi Központ (East-West Business Center) irodaépülete, tervezte Zalaváry Lajos (1991-1992); helyén korábban a (Pesti Magyar Színházként épült, majd 1840-től átnevezték, így lett a) Nemzeti Színház első épülete állt (tervezte Zitterbarth Mátyás, 1835-1837, Szkalnitzky Antal tervei alapján 1875-ben jelentős mértékben átépítették), melyet 1913-1914-ben az első emeletig visszabontottak, romos maradványait a metróépítkezés idején, az ötvenes évek közepén bontották el
  - Az ELTE épülettömbjei, ma a BTK, korábban (annak Lágymányosra költözéséig) a TTK intézeteivel
- Délnyugati sarok (Múzeum körút–Kossuth Lajos utca)
  - Astoria Szálló (tervezte Hikisch Rezső és Ágoston Emil, 1914-ben nyílt meg)
- Északnyugati sarok (Kossuth Lajos utca–Károly körút)
  - Grünbaum–Weiner-ház (tervezte Hauszmann Sándor, majd Korb Flóris és Giergl Kálmán, kivitelezője Schubert Ármin és Hikisch Rezső cége, átadták 1894-ben), helyén korábban a Förster–Schiefner-ház állt (tervezte Limburszky József, 1869), melyet a Kossuth Lajos utca kiszélesítésekor elbontottak

## Közlekedés

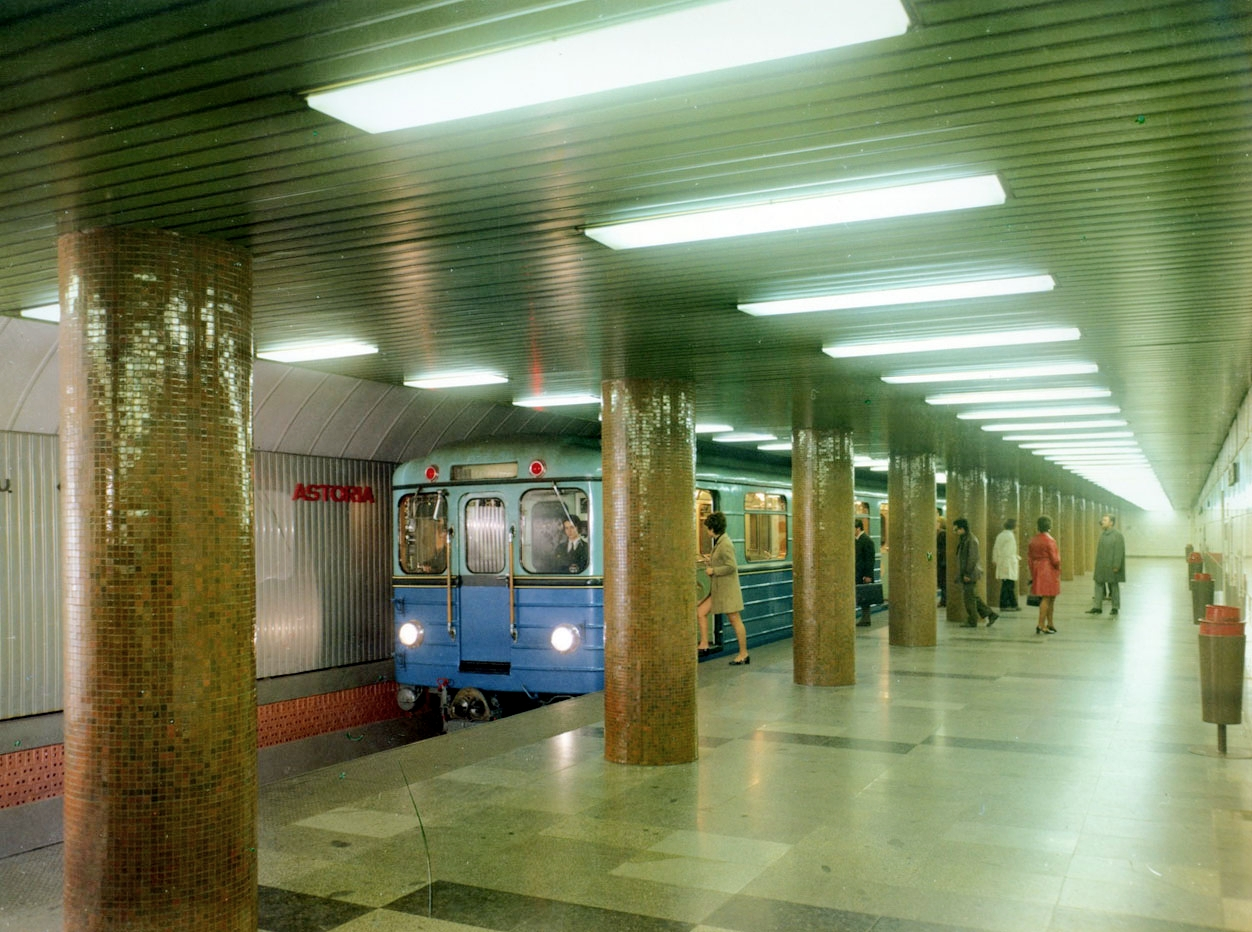
A 2-es metró megállója 1972-ben, az átadás idején

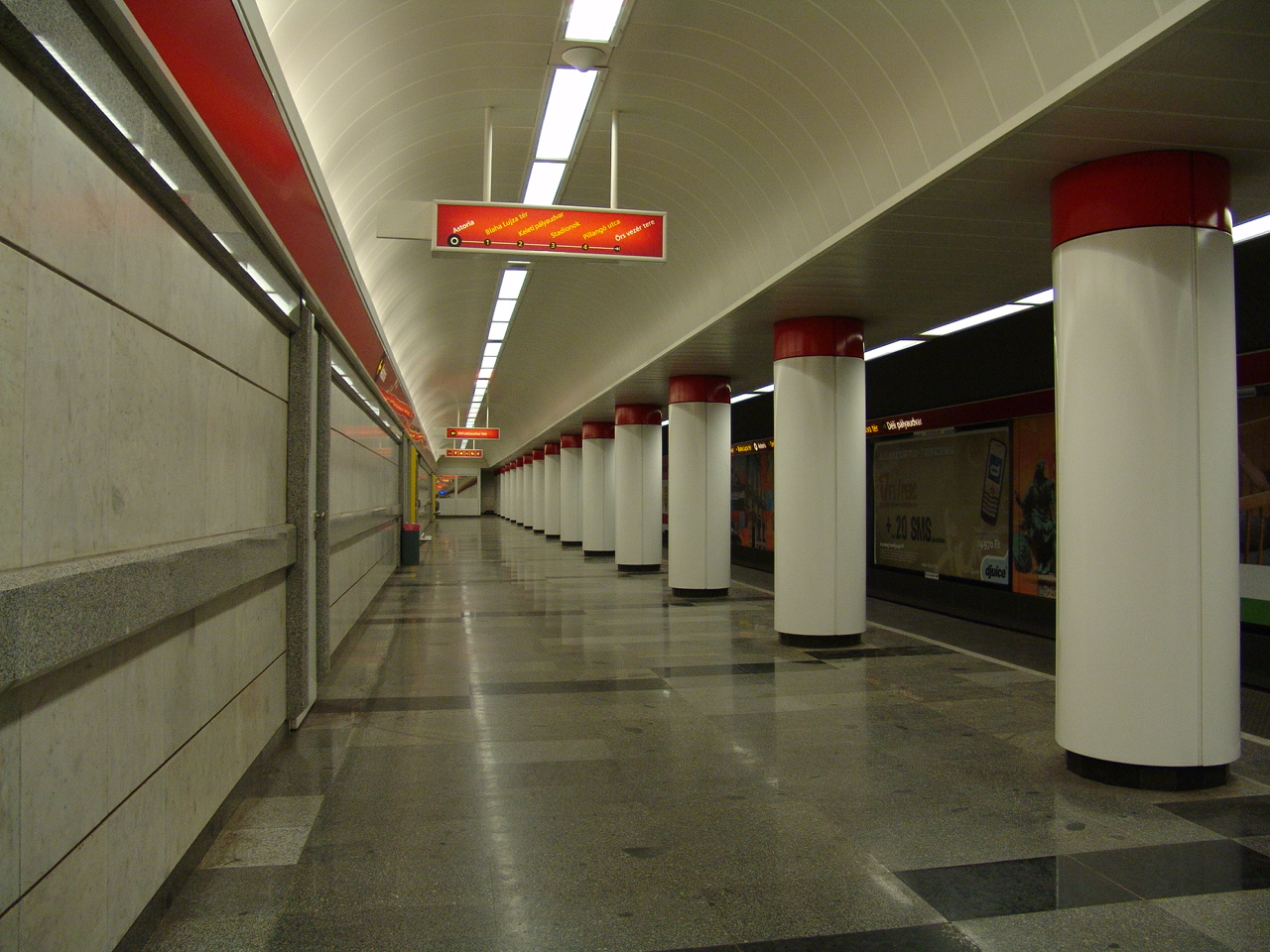
A 2-es metró megállója, a felújítás után

A kereszteződés Budapest egyik legjelentősebb csomópontja. Itt metszi egymást a kelet–nyugati Budaörsi út–Hegyalja út–Erzsébet híd–Szabad Sajtó út–Kossuth Lajos utca–Rákóczi út–Kerepesi út és az észak-déli Váci út–Bajcsy-Zsilinszky út–Károly körút–Múzeum körút–Üllői út tengely. Villamosok csak észak-déli irányban közlekednek, a kelet–nyugat irányú vonalakat 1972-ben szüntették meg. Ez utóbbi irány visszaépítése azóta is napirenden van. A kerékpáros közlekedést megnehezíti a nagy gépjárműforgalom és kelet–nyugati irányban az út szélén kijelölt buszsávok, ugyanakkor észak-déli irányban a kerékpárosok haladását kerékpársáv segíti. Gyalogosok a kereszteződésen a felszínen sokáig csak a kiskörúton, a villamosmegállók peronjait érintő gyalogos-átkelőhelyeken juthattak át egyik oldalról a másikra, azonban 2024-ben a Rákóczi úton is zebra készült. Ez előtt az egyéb irányok az 1964-ben átadott aluljárón keresztül voltak megközelíthetők.
A kereszteződés állomása az M2-es metrónak, megállóhelye a kelet–nyugati irányban közlekedő 5-ös, 7-es, 8E, 108E, 110-es, 112-es és 133E jelzésű buszoknak, valamint az észak-déli irányban közlekedő 47-es, 48-as, 49-es villamosoknak, továbbá a 72-es trolibusznak, illetve a 9-es és a 100E busznak, ez utóbbi a Belváros felé csak leszállás céljából áll meg, a repülőtér felé pedig csak a hajnali menetek érinti a csomópontot. A kereszteződés közelében, a Dohány utcában található a 74-es troli végállomása is. Az Astoria az éjszakai autóbusz-hálózat központja, az éjjel-nappali 100E-n felül 19 egymáshoz hangolt menetrendű viszonylat (907, 907A, 908, 908A, 909, 909A, 914, 914A, 916, 931, 931A, 934, 950, 950A, 956, 973, 973A, 979, 979A, 990) érinti.
A tervek szerint az észak–déli regionális gyorsvasútnak is lesz itt megállója.